# 田中正夫
田中 正夫（たなか まさお）は、日本の生体工学者。大阪大学教授。日本機械学会副会長。

## 人物・経歴
1978年、神戸大学工学部システム工学科卒業。
1980年、神戸大学大学院工学研究科システム工学専攻修了、工学修士。
1983年、神戸大学大学院自然科学研究科システム科学専攻修了、学術博士、神戸大学助手。
1986年、大阪大学助手。
1991年、大阪大学助教授。
1997年、大阪大学教授。2006年日本機械学会バイオエンジニアリング部門長。
2019年、日本機械学会副会長。
2021年、香川高等専門学校校長、日本顎口腔機能学会・第65回学術大会大会長。

## 受賞
- 日本機械学会賞奨励賞 1990年[1]
- 日本機械学会バイオエンジニアリング部門賞瀬口賞 1992年[1]
- The Second World Congress of Biomechanics The Second Poster Prize，World Council for Biomechancis 1994年[1]
- 日本機械学会賞（論文）1998年[1]
- 日本機械学会賞（論文賞）1998年[1]
- Outstanding Paper Award, International Congress on Biological and Medical Engineering, Biomedical Engineering Society（Singapore）, National University of Singapore 2002年[1]
- 日本機械学会バイオエンジニアリング部門 第16回業績賞 2008年[1]